# Élections parlementaires italiennes de 2022
Les élections parlementaires italiennes de 2022 (en italien : Elezioni politiche italiane del 2022) ont lieu le 25 septembre 2022 afin d'élire 200 sénateurs et les 400 députés composant le Parlement de la République italienne.
Ces élections devaient normalement se tenir au plus tard au mois de mai 2023 mais la possibilité d'une dissolution du Parlement est rapidement envisagée dès le début de la XVIIIe législature, sous laquelle sont formés trois exécutifs : le gouvernement Conte I (2018-2019), qui rassemble le Mouvement 5 étoiles (M5S) et la Ligue ; le gouvernement Conte II (2019-2021), entre le M5S et le Parti démocrate (PD) ; le gouvernement Draghi (2021-2022), qui réunit tous les groupes parlementaires sauf Frères d'Italie (Fdl).
À l'issue de la crise gouvernementale de 2022, la quatrième depuis 2018, le président Sergio Mattarella décide de dissoudre les deux chambres et de convoquer des élections anticipées de quelques mois.
Les résultats montrent une victoire de la coalition de centre droit et l'arrivée en tête du parti d'extrême droite Frères d'Italie. Elle est suivie par la coalition de centre gauche formée autour du Parti démocrate, puis du Mouvement 5 étoiles, qui subit un net recul, bien que moindre que celui annoncé par les sondages.
Frères d'Italie étant arrivé largement en tête au sein de la Coalition de centre droit, sa dirigeante Giorgia Meloni prend la tête du nouveau gouvernement formé par la coalition. Elle devient la première femme Présidente du Conseil des ministres à son entrée en fonction le 22 octobre 2022.

## Contexte

### Après les élections de 2018

#### Crise de 2018 et premier gouvernement Conte

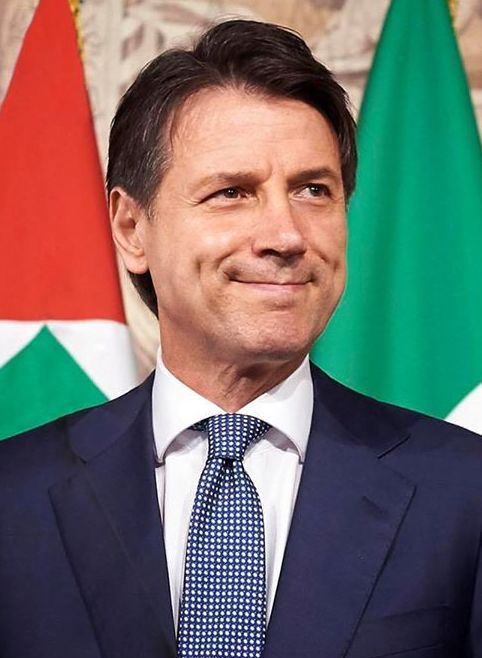
Le président du Conseil des ministres de 2018 à 2021, Giuseppe Conte.

Les élections organisées le 4 mars 2018 ont pour résultat un parlement sans majorité dans lequel aucune des trois principales forces politiques ne décroche la majorité absolue. Le Mouvement 5 étoiles arrive en tête et devient le premier parti au parlement avec près d'un tiers des sièges. Il est toutefois devancé par les résultats conjugués de la Coalition de centre droit, au sein de laquelle la Ligue s'impose face à une Forza Italia en fort déclin, tandis que le Parti démocrate du président du Conseil sortant Paolo Gentiloni observe un net recul. Bien que restant le deuxième parti en termes de voix, il devient le troisième en nombre de sièges.
Le chef de l'État charge un temps Carlo Cottarelli, un économiste du FMI, de former un « gouvernement technique de transition ». Le Parti démocrate annonce qu'il votera la confiance, tandis que la Ligue et le Mouvement cinq étoiles voteront contre. Les chances pour Cottarelli d'obtenir la confiance sont ainsi considérées quasi nulles. Des élections anticipées sont alors attendues pour l'automne,,,.
Après plusieurs mois de négociations frôlant à plusieurs reprises le risque d'un échec qui aurait mené à des élections anticipées, une coalition est finalement formée le 1er juin entre le Mouvement 5 étoiles et la Ligue dont les dirigeants Luigi di Maio et Matteo Salvini deviennent vice-présidents au sein d'un gouvernement dirigé par le juriste indépendant Giuseppe Conte. Giuseppe Conte présente sa liste de ministres le 31 mai 2018 au président de la République, Sergio Mattarella. Le cabinet est investi le lendemain, après une crise politique de 88 jours, soit la plus longue de la République italienne,.
Le 5 juin 2018, après un discours de Giuseppe Conte devant le Sénat d'une durée de 1 h 15, le plus long de l'histoire parlementaire italienne, le gouvernement obtient la confiance par 171 votes pour, 117 contre et 25 abstentions. Le 6 juin, le gouvernement remporte le vote de confiance à la Chambre des députés avec 350 voix pour, 236 contre et 35 abstentions.

#### Fragilisation de la coalition
L'équilibre au sein de la coalition est marqué par plusieurs désaccords sur la politique intérieure et économique, la Ligue souhaitant des réductions d'impôts sous la forme d'un taux d'imposition unique, tandis que le M5S entend mener une politique sociale avec notamment un revenu de base pour les plus démunis. Les partenaires de coalition s'entendent néanmoins sur le vote d'une réforme fermement anti corruption, chère au M5S. La Ligue donne libre cours à sa politique anti migratoire, en particulier sur le sujet des bateaux de passeurs de réfugiés et d'immigrés clandestins traversant la Méditerranée. Le M5S reçoit quant à lui le soutien de la Ligue dans ses projets de réforme constitutionnelle visant à instaurer le référendum propositif ainsi qu'une réduction de 945 à 600 du total des parlementaires.
La coalition est également fragilisée par une inversion du rapport de force en son sein. Le M5S, arrivé en tête en 2018 avec plus de 32 % des suffrages, voit ses intentions de vote chuter de moitié tandis que la Ligue, qui en avait recueilli 17 %, monte à plusieurs reprises dans les sondages et frôle les 40 %. Plusieurs scrutins régionaux confirment la tendance, la coalition de centre droit - rompue au niveau national mais maintenue dans les régions - remporte ainsi l'une après l'autre les élections régionales organisées en 2019 aux Abruzzes, en Sardaigne, en Basilicate et au Piémont. Aux européennes de mai 2019, la Ligue arrive à nouveau en tête avec 34 %, tandis que le M5S chute à la troisième place derrière le PD avec 17 % des suffrages. Dès lors, la rupture de la coalition avant le terme de la législature en 2023 est pressentie.
Le Mouvement 5 étoiles subit le retour de bâton d'un mauvaise mise en œuvre de ses principales réformes économiques. Luigi Di Maio, ministre du Travail, souhaite lutter contre la précarité dans le monde professionnel par deux grands moyens. D’une part, il institue un « décret Dignité », qui restreint l'utilisation et la durée des contrats à durée déterminée et sanctionne les entreprises effectuant des délocalisations si elles ont reçu dans les cinq années précédentes des aides de l'État, en leur infligeant des amendes de deux à quatre fois le montant perçu. Les mesures sur les contrats d'embauche sont cependant très mal accueillies par la population, qui critique les nouvelles contraintes réglementaires et les effets pervers sur le recours au travail au noir, sans effets apparents sur le chômage, qui reste élevé,. D'autre part, il instaure le revenu minimum universel sous la forme d'un revenu de citoyenneté réservé aux plus démunis, décevant une partie de son électorat[pourquoi ?], tout en attisant la crainte de l'assistanat.
En parallèle, Matteo Salvini accroit sa popularité par ses actions en tant que ministre de l'Intérieur, en particulier dans la lutte contre l'immigration. La population approuve ainsi majoritairement sa décision de fermer les ports italiens aux navires des ONG, considérés comme des vecteurs de trafic d'êtres humains. Les annonces de la Ligue sur des projets de loi visant à introduire un taux d'imposition unique et à accroitre l'autonomie des régions trouvent un écho dans la population, en particulier dans les régions du Nord, bastion historique du parti. Le 3 juin 2019, alors que des dissensions commencent ouvertement à apparaître entre les deux partenaires, Conte va jusqu'à menacer de démissionner si ces dernières persistent.

### Crise politique de 2019

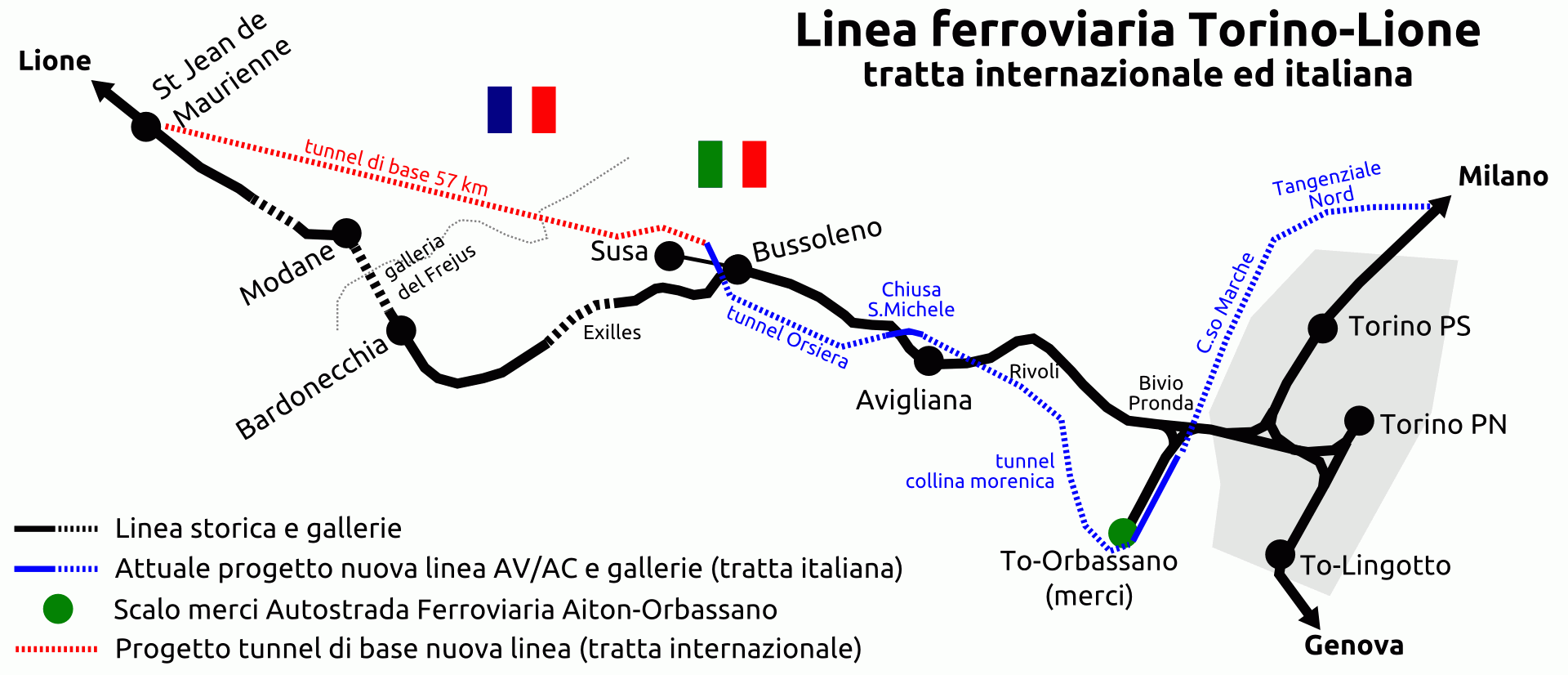
Tracé du projet de liaison Lyon-Turin.

La coalition finit enfin par buter sur le projet de tunnel ferroviaire sous les Alpes assurant la liaison entre Lyon et Turin. La Ligue, proche des milieux économiques, y est favorable, tandis que le M5S, construit en partie sur l'opposition à la corruption, remet en question les marchés publics conclus sous les précédents gouvernements. Le coût du projet, vieux de trente ans, est estimé à 26 milliards d'euros lors de sa conclusion en 2001, avant son report du fait de la crise économique de 2010, et le mouvement populiste juge préférable d'utiliser une telle somme pour un large programme de renouveau du Sud du pays. Le conflit sur ce dossier est fortement accentué par le régionalisme de l'électorat des deux formations. Si six italiens sur dix sont en effet favorables au projet, la grande majorité se trouve dans le Nord, bastion de la Ligue, tandis que la population du Sud du pays, acquise au M5S, s'y oppose majoritairement.
Un temps repoussé de plusieurs mois sur la médiation du président du Conseil des ministres Conte, favorable au projet, ce dernier revient devant le Parlement début août. Le désaccord entre les deux partenaires de coalition aboutit à une crise politique, la Ligue votant pour, soutenue par l'opposition, tandis que le M5S vote sans succès contre le projet.

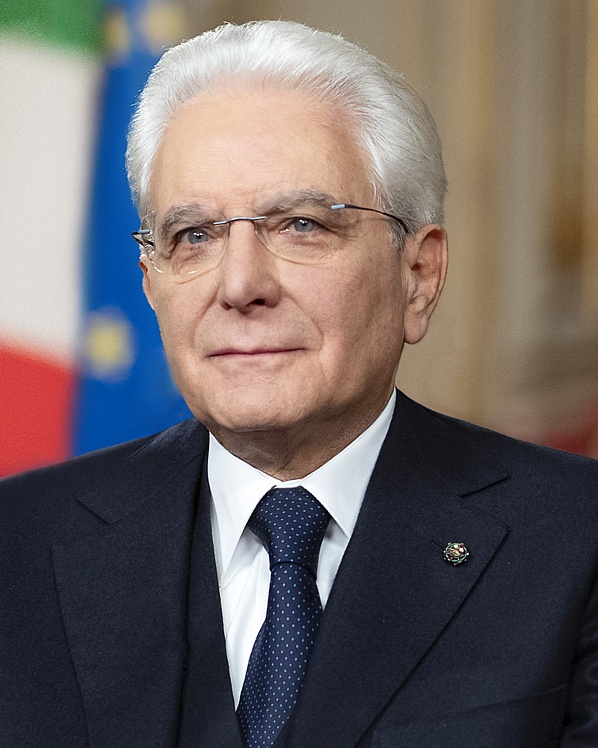
Le président de la République, Sergio Mattarella.

Le 8 août 2019, après avoir longuement rencontré Giuseppte Conte et le président Sergio Mattarella, Matteo Salvini annonce la fin de la coalition et demande des législatives anticipées pour l'automne. L'annonce provoque une certaine surprise : bien que la rupture de la coalition est attendue depuis des mois, un simple remaniement avec le départ de plusieurs ministres, dont celui de l'Économie, était envisagé à l'issue de ce conflit.
Giuseppe Conte déjoue cependant les attentes de Matteo Salvini en ne remettant pas sa démission, obligeant le chef de la Ligue à recourir à la voie parlementaire pour mettre fin au gouvernement avec le dépôt d'une motion de censure. Salvini est soupçonné de vouloir bénéficier d'une situation favorable, les sondages accordant près de 40 % à son parti, ce qui lui permettrait de gouverner seul ou avec le soutien du parti d'extrême droite Frères d'Italie. Il propose également à Silvio Berlusconi de faire intégrer Forza Italia, moribond dans les sondages, à des listes communes sous le seul sigle de la Ligue. La volonté de Salvini de retourner aux urnes viserait à ne pas répéter l'erreur de Matteo Renzi qui, après avoir recueilli plus de 40 % des voix aux européennes de 2014, n'avait pas su capitaliser sur sa popularité, et avait vu son parti chuter de près de moitié aux législatives de 2018.
Les deux chambres, alors en période de vacances estivales, convoquent des sessions extraordinaires pour décider du vote de motions de censure, jugées assurées d'être votées. Le président Mattarella dispose de la possibilité de maintenir le gouvernement sortant pour expédier les affaires courantes jusqu'à un scrutin organisé en octobre, ou bien de pousser à la formation d'un gouvernement de technocrates pour assurer la transition jusqu’aux élections suivantes, éventuellement repoussées jusqu'au début de l’année 2020, une pratique courante en Italie. Le président Mattarella est notoirement opposé à l'organisation de scrutins nationaux à l'automne du fait de la difficulté qu'elles entraînent à voter le budget en septembre et des effets négatifs que cette incertitude ferait peser sur l'économie. Un gouvernement technique doit cependant recueillir le soutien d'une majorité au Parlement, issue d'un compromis entre les principaux partis.

#### Retournement d'alliance

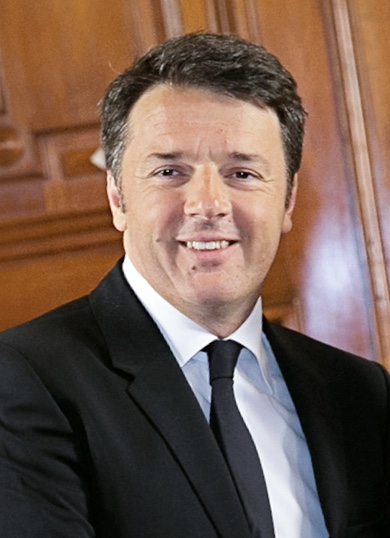
Matteo Renzi, ancien président du Conseil des ministres (2014-2016).

De manière inattendue, la crise aboutit à un renversement d'alliance, le Mouvement cinq étoiles se tournant vers le Parti démocrate, jusque là dans l'opposition, pour former une nouvelle coalition. Conte est ainsi maintenu à la tête d'un second gouvernement qui fait avorter la tentative de retour aux urnes et relègue la Ligue dans l'opposition.
L'ancien dirigeant du Parti démocrate Matteo Renzi crée en effet la surprise en proposant le 10 août de soutenir un gouvernement technique réunissant son parti, le M5S et toute autre formation politique afin de repousser à 2020 la tenue du scrutin. Renzi annonce notamment son soutien au vote de la réforme constitutionnelle du M5S, malgré le vote opposé du PD au cours des étapes précédentes de la procédure, déclarant qu'à moins d'un mois du vote final celle-ci doit désormais être menée à son terme, quitte à voir la population trancher par la suite par référendum, la baisse du nombre de parlementaires permettant selon lui d'éviter une hausse de la TVA, ; en l'absence de réduction du déficit budgétaire, celle-ci passerait automatiquement de 22 à 25 % au 1er janvier suivant en vertu d'un accord passé avec l'Union européenne,. Les deux mouvements politiques font cependant l'objet d'une détestation mutuelle depuis plusieurs années, une situation qui avait rendue impossible la formation d'une coalition en 2018. Fin juillet, Matteo Renzi déclarait encore : « Le Mouvement 5 étoiles n'est pas un mouvement démocratique. […] Je ne voterai jamais pour une coalition PD/M5S. […] On peut renoncer à un siège, comme je l'ai déjà fait maintes fois, mais on ne peut pas renoncer à sa dignité. ».
La situation en août 2019 rend le M5S plus enclin à une telle alliance au vu des sondages annonçant une chute de moitié de ses intentions de vote. Une grande partie des élus du Parti démocrate craignent quant à eux de nouvelles élections pour des raisons internes. Les élections précédentes avaient vu Matteo Renzi décider de la composition des listes électorales démocrates. Alors à la tête du parti malgré son remplacement à la tête du gouvernement à la suite de sa défaite au référendum de 2016 et sa démission, Renzi avait ainsi favorisé ses partisans et soutiens en les disposant en tête des listes dans les circonscriptions les plus favorables. Désormais remplacé à la présidence du mouvement par Nicola Zingaretti, lui-même désireux de renforcer sa position, un scrutin anticipé mènerait à la perte de leurs sièges pour la plupart des soutiens de Renzi, et affaiblirait la position de l'ancien chef, soupçonné de préparer son retour,.
Le Sénat ayant voté le premier la confiance au gouvernement Conte lors de son investiture, les sénateurs ont la primauté sur le vote d'une motion de censure. Cette dernière fait l'objet d'un débat le 12 août, sans qu'une majorité ne s'accorde sur une date. La date du 20 août est finalement retenue pour une intervention du président du Conseil à la Chambre, éventuellement suivie du vote d'une motion. Redoutant que le délai puisse permettre au M5S et au PD de s'entendre sur une nouvelle coalition en vue de former un gouvernement politique, Salvini se déclare prêt à soutenir le vote final de la réforme constitutionnelle contre l'organisation dès octobre des élections anticipées. Luigi Di Maio oppose cependant une fin de non recevoir à ses tentatives de réconciliation, déclarant qu'il considère actée la rupture entre les deux formations.

#### Second gouvernement Conte

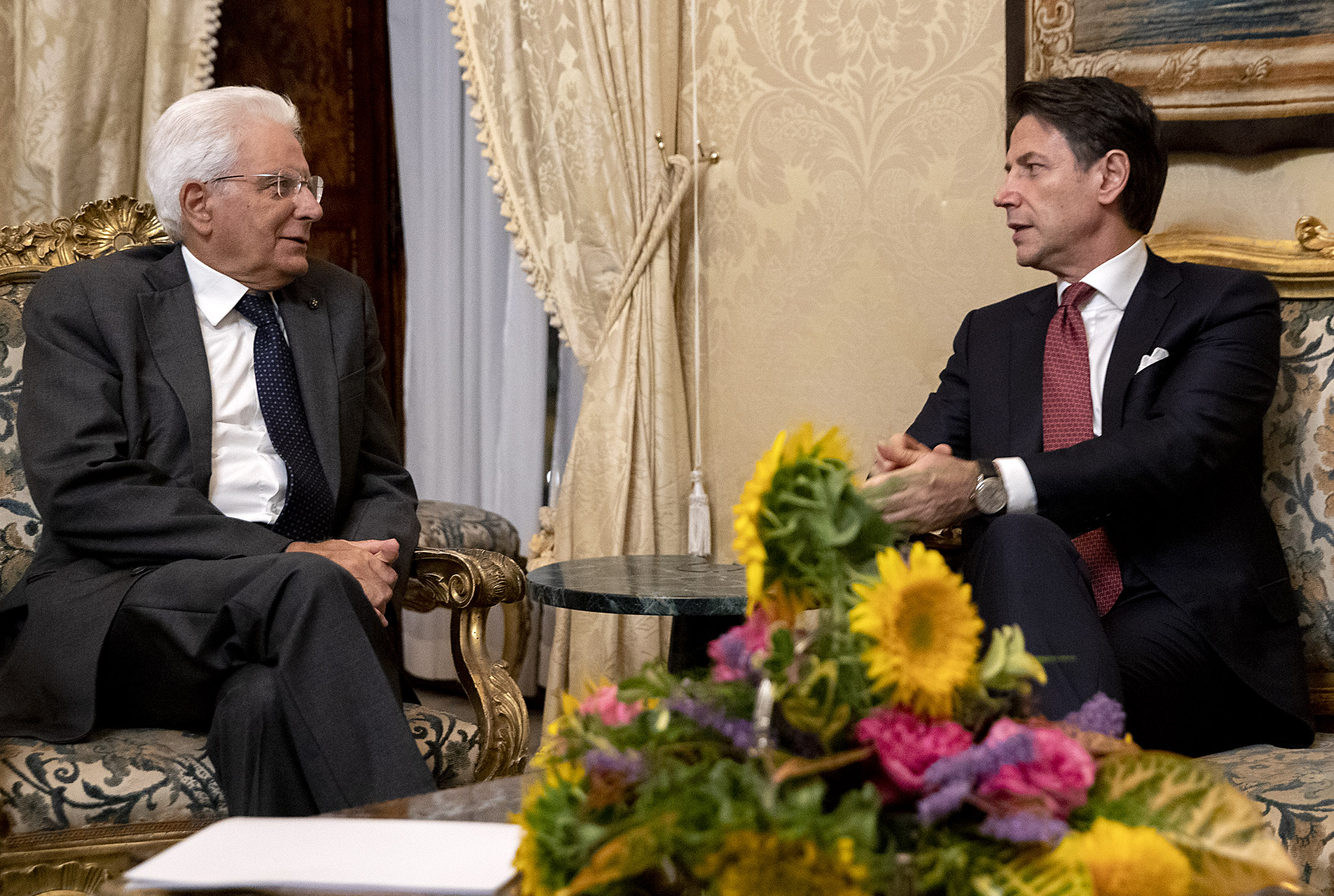
Giuseppe Conte venant présenter sa démission au président Mattarella (20 août 2019).

Lors de son discours au Sénat le 20 août 2019, Giuseppe Conte annonce sa démission, faisant le constat de l'impossibilité de poursuivre le gouvernement de coalition à la suite de la défection de la Ligue. Sa démission est acceptée le jour-même par le président Mattarella. Celui-ci s'entretient le lendemain avec son prédécesseur, Giorgio Napolitano, et avec les présidents des chambres et groupes parlementaires et les dirigeants des principaux partis, et poursuit ses consultations les jours suivants, afin de juger s'il est possible de former un nouveau gouvernement.
Le vote de la réforme constitutionnelle de réduction du nombre de parlementaires, prévu le 22, est finalement repoussé la veille à une date indéterminée, en attendant la résolution de la crise politique. De son côté, le Parti démocrate propose officiellement une coalition avec le M5S en formulant cinq exigences — europhilie, retour à la seule démocratie représentative avec l'abandon du projet d'amendement sur la démocratie directe, politique de développement fondée sur la protection de l'environnement, changement de cap dans la gestion des flux migratoires, et politique économique et sociale tournée vers davantage de redistribution et d'investissements —, auxquelles s'ajoute le départ de Conte, jugé trop complaisant par le passé envers la politique migratoire restrictive de la Ligue. Conte est cependant soutenu par Di Maio, qui le qualifie de « serviteur de la Nation dont l'Italie ne peut pas se passer »,.

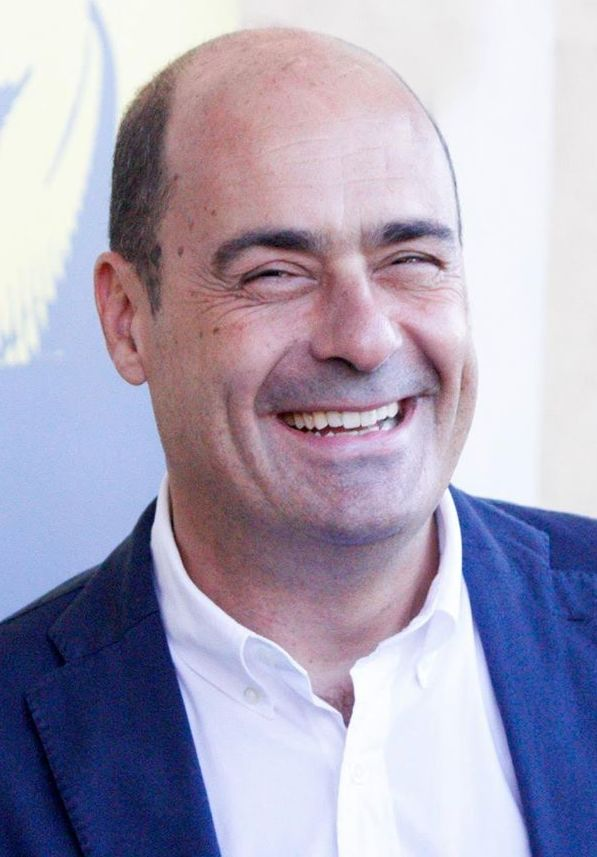
Le secrétaire du Parti démocrate, Nicola Zingaretti.

Les négociations prennent plusieurs semaines. Le 28 août enfin, le M5S et le PD indiquent être d'accord pour que Conte reçoive le mandat de former « un gouvernement de long terme ». Conte est reçu le lendemain par le président Mattarella pour être chargé de former un gouvernement, ce qu'il accepte « avec réserve », conformément à la tradition. Il promet dans la foulée un « projet de nouvel humanisme visant à faire de l'Italie un pays plus juste, plus compétitif, plus solidaire, plus inclusif », d'œuvrer à la « relance » de l'économie et redonner au pays « la place qu'[il] mérite » et « un rôle de premier plan en Europe dans le respect du multilatéralisme ». Le PD annonce le 4 septembre la finalisation du programme de gouvernement. Luigi Di Maio renonce à son retour à la vice-présidence du Conseil des ministres et devient ministre des Affaires étrangères. Le nouveau gouvernement obtient le 9 la confiance à la Chambre des députés par 343 voix pour et 260 contre,, suivie le lendemain de celle au Sénat de la République par 169 voix pour, 133 contre et cinq abstentions.
Le président du Conseil des ministres ressort personnellement renforcé de cette crise, considérée comme une défaite politique pour le chef de la Ligue Matteo Salvini, qui fait les frais de son mauvais calcul politique. Le nouveau gouvernement, qui voit s'associer deux partis fortement opposé l'un à l'autre, est cependant jugé particulièrement fragile, tandis que la Ligue se maintient malgré tout en tête des sondages et remporte tous les scrutins régionaux qui s'ensuivent. Ce facteur d'instabilité se poursuit ainsi tout au long de l'existence du second gouvernement.

### Poursuite d'une relative instabilité
Le second gouvernement Conte est très vite fragilisé par les sondages défavorables et de multiples défections au sein des deux partis le composant, réduisant à quatre sièges sa majorité à la chambre haute. Outre la scission du Parti démocrate initiée par Matteo Renzi, le Mouvement 5 étoiles fait face au départ de plus d'une trentaine de parlementaires, aboutissant le 22 janvier 2020 à la démission de Luigi Di Maio de la tête du parti, remplacé à titre temporaire par Vito Crimi.

#### Référendum constitutionnel
En raison de l'hypothèse d'un report, voire d'un enterrement du dernier vote de la réforme constitutionnelle, le Parti démocrate et le Mouvement 5 étoiles finissent par s'entendre sur un passage accéléré à la Chambre, en échange d'une réforme de la loi électorale. Celle-ci instaurerait la proportionnelle intégrale en supprimant l’élection d'une part des sièges au scrutin majoritaire à un tour tout en rehaussant le seuil électoral au-dessus des 3 % en vigueur. Ces changements permettraient aux deux partis d'éviter l'obtention d'une majorité absolue par la Ligue, en regain dans les sondages. La réduction du nombre de parlementaires est adoptée en seconde lecture à la Chambre, par 553 voix pour, 14 contre et 2 abstentions, le 8 octobre 2019. Après le dernier vote, un délai de trois mois s'ensuit au cours duquel une mise à référendum peut être demandée par un minimum de 500 000 électeurs, ou au moins un cinquième des membres de l'une des deux chambres, ou au moins cinq des vingt conseils des régions d'Italie. À défaut, l'amendement constitutionnel entre en vigueur à l'issue de ce délai. Un total de 71 sénateurs en fait cependant la demande. Le quorum de 64 membres de la chambre haute étant atteint, la réforme constitutionnelle est soumise à référendum après approbation de la Cour constitutionnelle.
La mise à référendum de l'amendement de réduction du nombre de parlementaires fragilise encore davantage la coalition, qui voit ses membres susceptibles de voter sa chute et l'organisation d'élections anticipée afin que le scrutin ainsi mis en œuvre ait lieu avant la réduction, leur permettant de garder plus facilement leurs sièges. Conte tente de calmer ces craintes, en proposant notamment l'organisation le plus tôt possible du référendum, en avril 2020, de manière à ne pas laisser le temps aux parlementaires de tenter une dissolution.

#### Scission du Parti démocrate
Le 25 septembre 2019, Matteo Renzi officialise sa scission du Parti démocrate en fondant le parti Italia Viva (Italie vivante), qu’il présente comme un parti au centre de l'échiquier politique, à la manière de La République en marche du président français Emmanuel Macron. 25 députés et au moins 15 sénateurs acquis à Matteo Renzi font aussitôt défection pour rejoindre le nouveau parti, de même que deux des membres du gouvernement Conte II. Ils sont suivis par des transfuges du parti Forza Italia, du Parti socialiste italien et de la Liste civique populaire, un premier meeting du parti étant prévu courant octobre, suivi de la diffusion d'un programme. Si Matteo Renzi assure alors qu'Italia viva continuera de soutenir le gouvernement, si besoin jusqu'en 2023, Giuseppe Conte se déclare « perplexe » face à l’initiative, tandis que Nicola Zingaretti juge que « briser le Parti démocrate est une erreur »,,,.

#### Élections régionales de 2020
La démission de Di Maio en janvier intervient en anticipation d'une défaite aux élections régionales. Une chute du gouvernement est ainsi jugée probable en cas de défaite du Parti démocrate aux élections régionales du 26 janvier en Calabre et surtout en Émilie-Romagne, bastion historique du parti, pourtant mis au coude à coude par la Coalition de centre droit menée par la Ligue.
Le PD perd finalement le contrôle de la Calabre au profit de la coalition de centre droit, mais conserve l’Émilie-Romagne, tandis que M5S confirme son net déclin avec des résultats à un chiffre dans les deux régions.

### Crise politique de 2021

#### Départ d'Italia Viva et démission de Conte
Le 13 janvier 2021, les deux ministres issus de Italia Viva démissionnent du gouvernement. En effet, Matteo Renzi annonce le retrait de sa formation de la coalition à la suite de désaccords sur la nature de la réforme électorale en discussion au parlement ainsi que sur la gestion des fonds européens destinés à la reprise économique post-pandémie de Covid-19. Le gouvernement perd alors sa majorité absolue. Conte sollicite un vote de confiance le 18 janvier à la Chambre des députés et le 19 au Sénat de la République. Il obtient la confiance de la Chambre des députés avec 321 voix favorables et 259 contre. Il obtient également la confiance du Sénat de la République avec 156 voix favorables, 140 contre et 16 abstentions, sans parvenir pour autant à réunir la majorité absolue.
N'ayant pas parvenu à obtenir un soutien suffisant au Sénat pour poursuivre sa politique, Conte annonce sa démission un peu moins de deux semaines plus tard, le 26 janvier, et indique au président Sergio Mattarella qu'il est prêt à tenter de former un troisième gouvernement. Les négociations en ce sens finissent cependant par échouer face au refus d'Italia Viva de revenir dans la coalition.

#### Gouvernement Draghi

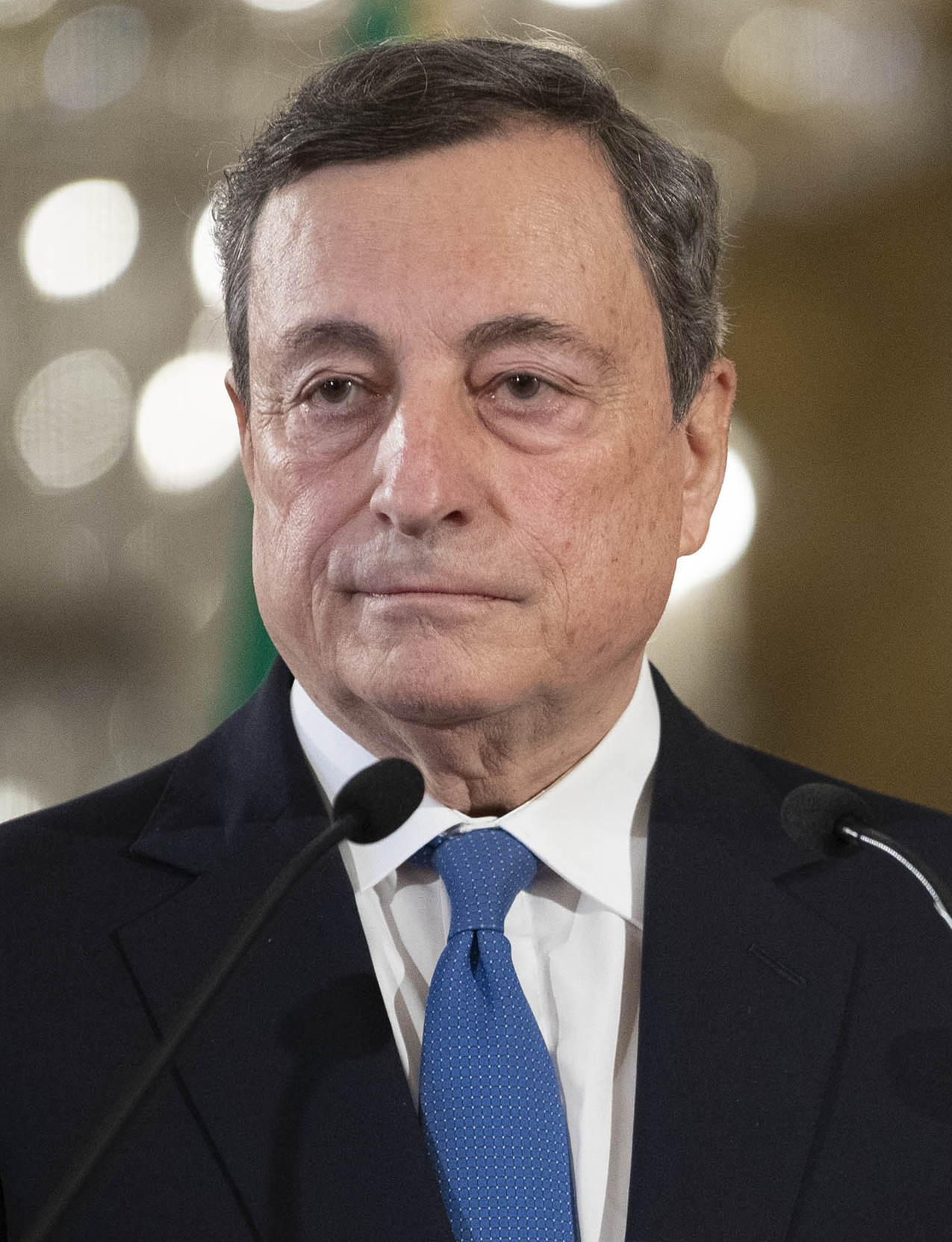
Le président du Conseil des ministres de 2021 à 2022, Mario Draghi.

Le 30 janvier, le président Mattarella confie au président de la Chambre des députés Roberto Fico un mandat exploratoire pour tenter de reconstituer la majorité sortante. Les négociations échouent le 2 février. Le président convoque alors l'ancien gouverneur de la Banque centrale européenne Mario Draghi et le charge de former un gouvernement de technocrates avec pour principale mission la gestion du plan de relance de 209 milliards d'euros,.
Il reçoit le soutien du Parti démocrate, d'Italia Viva, et de Forza Italia, ainsi que de l'opposition, puis du soutien avec réserve de la Ligue du Nord et du Mouvement 5 étoiles, ce dernier laissant le choix à ses militants. Le 11 février, les militants du Mouvement 5 étoiles approuvent à leur tour le soutien de leur parti au gouvernement Draghi lors d'un vote en ligne par 59,3 % des suffrages exprimés.
Le 14 mars 2021, alors qu'il est passé en quatrième position dans les sondages avec la perspective d'un Mouvement 5 étoiles dirigé par Giuseppe Conte, le Parti démocrate élit comme secrétaire Enrico Letta pour succéder à Nicola Zingaretti, démissionnaire. L’ancien président du Conseil effectue ainsi son retour à Rome, après une carrière d’enseignant à Paris, pour éviter l’effondrement d’un parti qui l’avait pourtant remplacé par Matteo Renzi en 2014. Le nouveau dirigeant du PD indique aussitôt souhaiter reformer la coalition de centre gauche en discutant y compris avec le parti de Matteo Renzi.
Le 3 août 2021 débute le semestre blanc durant lequel le président Mattarella ne peut dissoudre le Parlement pendant les six derniers mois de son mandat, rendant ainsi impossible la tenue du scrutin au plus tôt dans les 70 jours suivant l'élection du nouveau président de la République. Cette dernière, organisée du 24 au 29 janvier 2022, voit le président du Conseil Mario Draghi faire part de sa disponibilité et se positionner en grand favori, mais les craintes suscitées en Italie comme à l'étranger par son possible départ du gouvernement compliquent l'émergence de sa candidature. Après plusieurs tours infructueux marqués par des tensions, les chefs des partis de la majorité parlementaire s'accordent finalement sur la réélection de Sergio Mattarella, qui devient ainsi le second président italien à être élu pour un second mandat.

### Crise de 2022

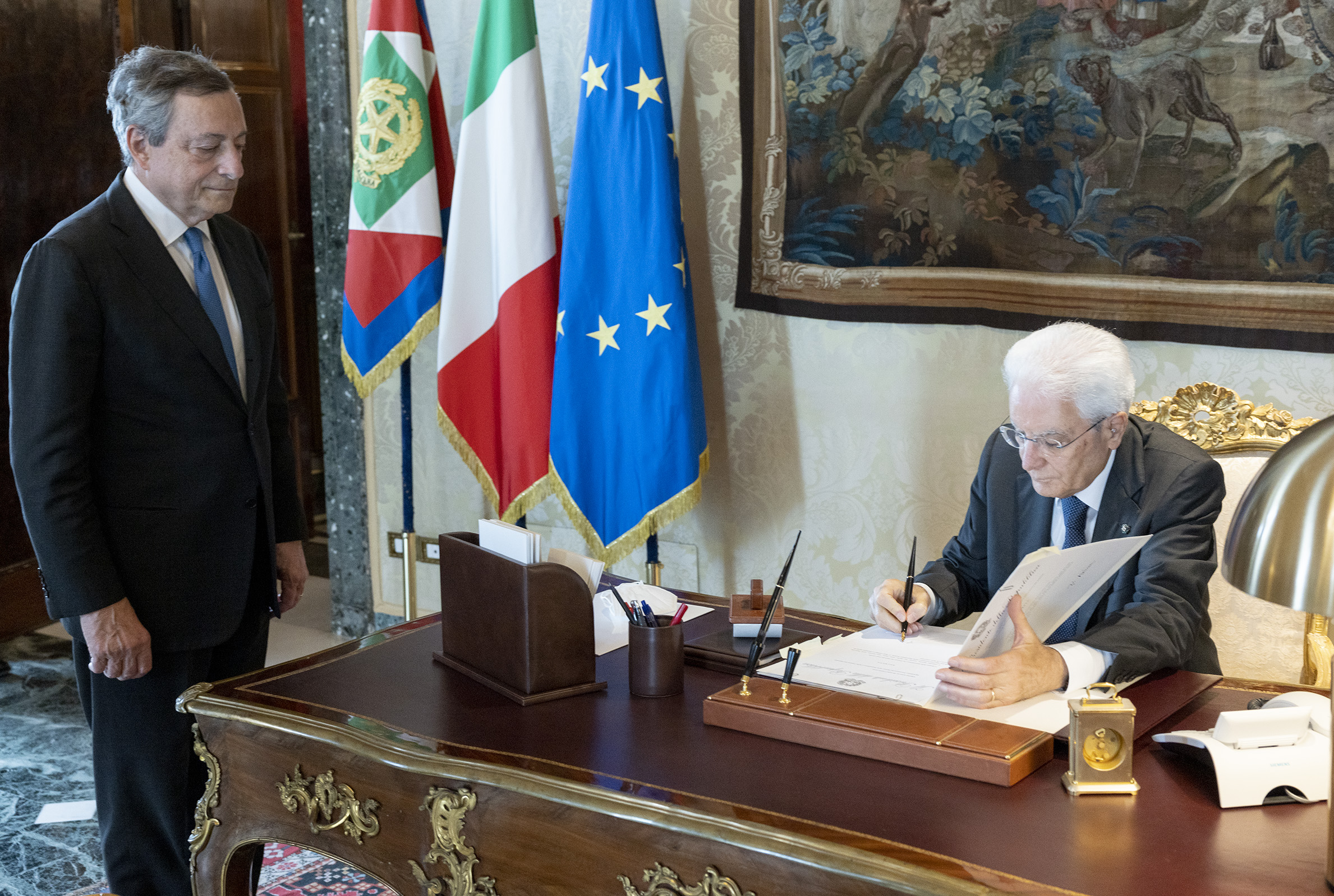
Sergio Mattarella signant le décret de dissolution du Parlement au côté de Mario Draghi, au Quirinal, le 21 juillet 2022.

Le 14 juillet 2022, Mario Draghi dépose sa démission après le refus du vote de confiance au Parlement du Mouvement 5 étoiles estimant que « le pacte de confiance fondant l’action de ce gouvernement a disparu ». Le mouvement, qui fait alors l'objet d'une chute continue dans les sondages et d'une « hémorragie » de parlementaires malgré sa reprise par Giuseppe Conte, refuse en effet de voter la confiance au gouvernement en même temps que le plan d'aide de 23 milliards d'euros en faveur des ménages et des entreprises auquel il est attaché, prenant prétexte d'une partie du projet permettant à la capitale italienne de construire un incinérateur de déchet, auquel le M5S est opposé. Selon Luigi Di Maio, qui a entretemps quitté le mouvement pour fonder son propre parti, Ensemble pour le futur, le M5S aurait planifié cette rupture pour retourner dans l'opposition et y faire campagne pendant les neuf mois les séparant de mai 2023, date à laquelle sont alors prévues les élections. La démission de Draghi est néanmoins refusée par le président de la République qui lui suggère de se présenter au Parlement « afin qu'ait lieu une évaluation de la situation »,,,. La coalition de droite refuse cependant de laisser le M5S rester le seul grand groupe parlementaire dans l'opposition jusqu'aux élections de 2023. Le 20 juillet, Mario Draghi perd ainsi le soutien de la Ligue et de Forza Italia, qui s'abstiennent lors d'un vote de confiance au Sénat. Dès le lendemain, Draghi se rend au Quirinal afin de présenter à nouveau la démission du gouvernement au chef de l'État, qui déclare ensuite en « prendre acte » et le charge d'expédier les affaires courantes.

## Système électoral

### Contexte institutionnel
Le parlement bicaméral italien est composé d'une chambre basse, la Chambre des députés et d'une chambre haute, le Sénat de la République. Le Parlement possède la particularité, devenue très rare dans le monde, de fonctionner selon un bicaméralisme dit « parfait », les deux chambres ayant des pouvoirs égaux : les lois doivent être votées par chacune d'elles, sans que l'une puisse outrepasser l'autre, tandis que le gouvernement est responsable devant les deux chambres. Il doit ainsi obtenir la confiance des parlementaires à la Chambre tout comme au Sénat, qui peuvent l'une comme l'autre le soumettre à des votes de confiance et des motions de censure.

### Fonctionnement
Les deux chambres sont élues au suffrage universel, direct et secret pour une durée de cinq ans, à moins d'une dissolution anticipée des deux chambres ou d'une seule par le président de la République. Le système utilisé est celui de la loi Rosatellum bis, adoptée en 2017 et mise en œuvre pour la première fois en 2018.
À la Chambre comme au Sénat, les élections se déroulent sur un seul tour de scrutin selon un système mixte parallèle : trois huitièmes des sièges d'Italie sont pourvus au scrutin uninominal majoritaire à un tour tandis que cinq huitièmes le sont au scrutin proportionnel plurinominal avec listes bloquées, sans panachage ni vote préférentiel. Enfin, 8 députés et 4 sénateurs le sont par les Italiens vivant à l'étranger selon un système proportionnel distinct, avec vote préférentiel, pour un total de 400 députés et 200 sénateurs élus. Ces totaux ainsi que les nombres de sièges de la diaspora sont fixés par l'article 57 de la Constitution, tout le reste relevant de la loi électorale.
Le Sénat et la Chambre des députés utilisent tous deux la méthode de Hare pour l'attribution des sièges. Le seuil est de 3 % pour avoir des élus à la proportionnelle, auquel s'ajoute cependant un seuil de 20 % sur une base régionale au Sénat. Le seuil de 3 % est porté à 10 % pour les coalitions. En dessous de 1 % les voix obtenues par les partis en coalition ne comptent pas. Le mode de scrutin a recours à des listes fermées de parti, interdisant aux électeurs le vote préférentiel.

Bulletin de vote utilisé en Italie.

Lors du vote, il est fourni aux électeurs un bulletin comportant des candidats en tête de plusieurs tableaux séparés dans lesquels figurent les symboles (dans un cercle à cocher) d'une ou des listes qui les soutiennent (voir bulletin ci contre). Il est possible de voter de plusieurs manières :
1. L'électeur peut entourer ou faire une marque sur le sigle d'une liste. Dans ce cas, un vote est attribué à celle-ci pour le décompte du scrutin proportionnel, ainsi qu'à son candidat dans la circonscription pour le scrutin majoritaire ;
2. L'électeur peut également entourer le nom du candidat parmi la liste qu'il a choisie, mais cela est superflu. Il ne peut en revanche pas désigner une liste d'une part, et le candidat d'un tableau d'une autre liste d'autre part. Ni entourer plus d'un sigle de liste, même au sein d'une coalition. Le panachage étant interdit, ces votes sont considérés comme nuls ;
3. L'électeur peut en revanche n'entourer que le nom d'un candidat. Si une seule liste le soutient, cela revient au même que précédemment. En revanche, si plusieurs listes le soutiennent, le vote au scrutin de liste est réparti en fractions égales à chacune des listes.

Les coalitions de plusieurs partis voient ainsi leurs candidats élus en commun par l'addition de l’ensemble de leurs voix au scrutin majoritaire dans chacune des circonscriptions, tandis que chacun des partis de la coalition se voit attribuer des sièges à la proportionnelle selon ses voix propres, obtenues par vote direct ou fractionné.
La circonscription dévolue aux Italiens de l'étranger, dite circonscription extérieure, a pour particularité de ne relever que de la règle de la proportionnelle. Le bulletin de vote y est par conséquent différent : les électeurs choisissent un parti parmi les listes proposées, qui détaillent chacune les noms d'autant de candidats que de sièges à pourvoir. Les électeurs ont la possibilité d'effectuer un vote préférentiel au sein de la liste qu'ils choisissent, mais pas un panachage entre plusieurs listes.

### Chambre des députés

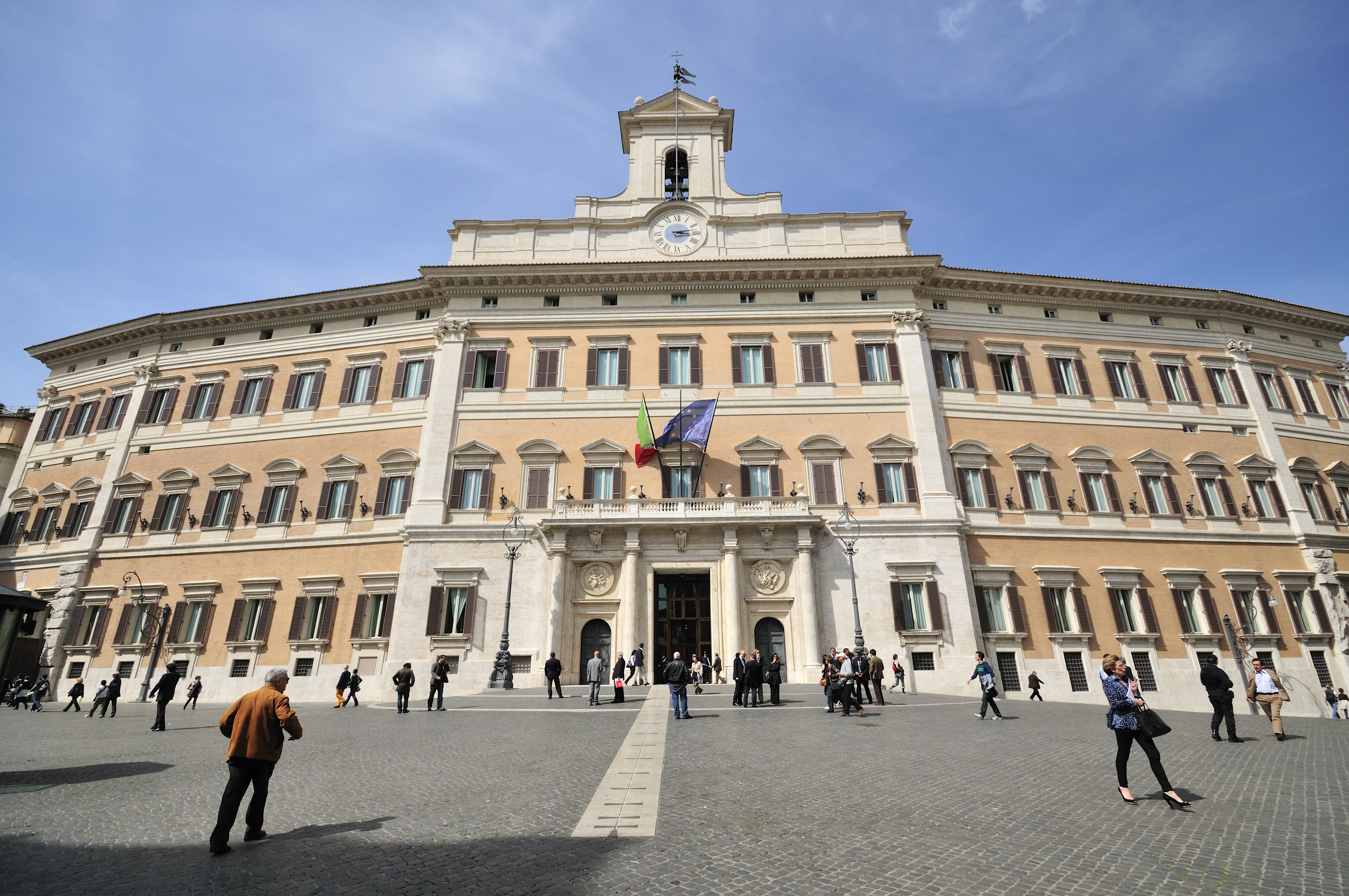
Le palais Montecitorio, siège de la Chambre des députés.

La Chambre des députés est composée de 400 députés élus pour cinq ans, dont :
- 147 sont élus à la majorité relative dans autant de circonscriptions uninominales ;
- 245 sont élus par la représentation proportionnelle nationale, qui sont ensuite répartis dans des circonscriptions plurinominales dont le cadre ne dépasse pas le territoire régional, avec un seuil de 3 % ;
- 8 sont élus par les Italiens de l'étranger dans des circonscriptions plurinominales, au scrutin de liste avec possibilité d'un vote préférentiel.

### Sénat de la République

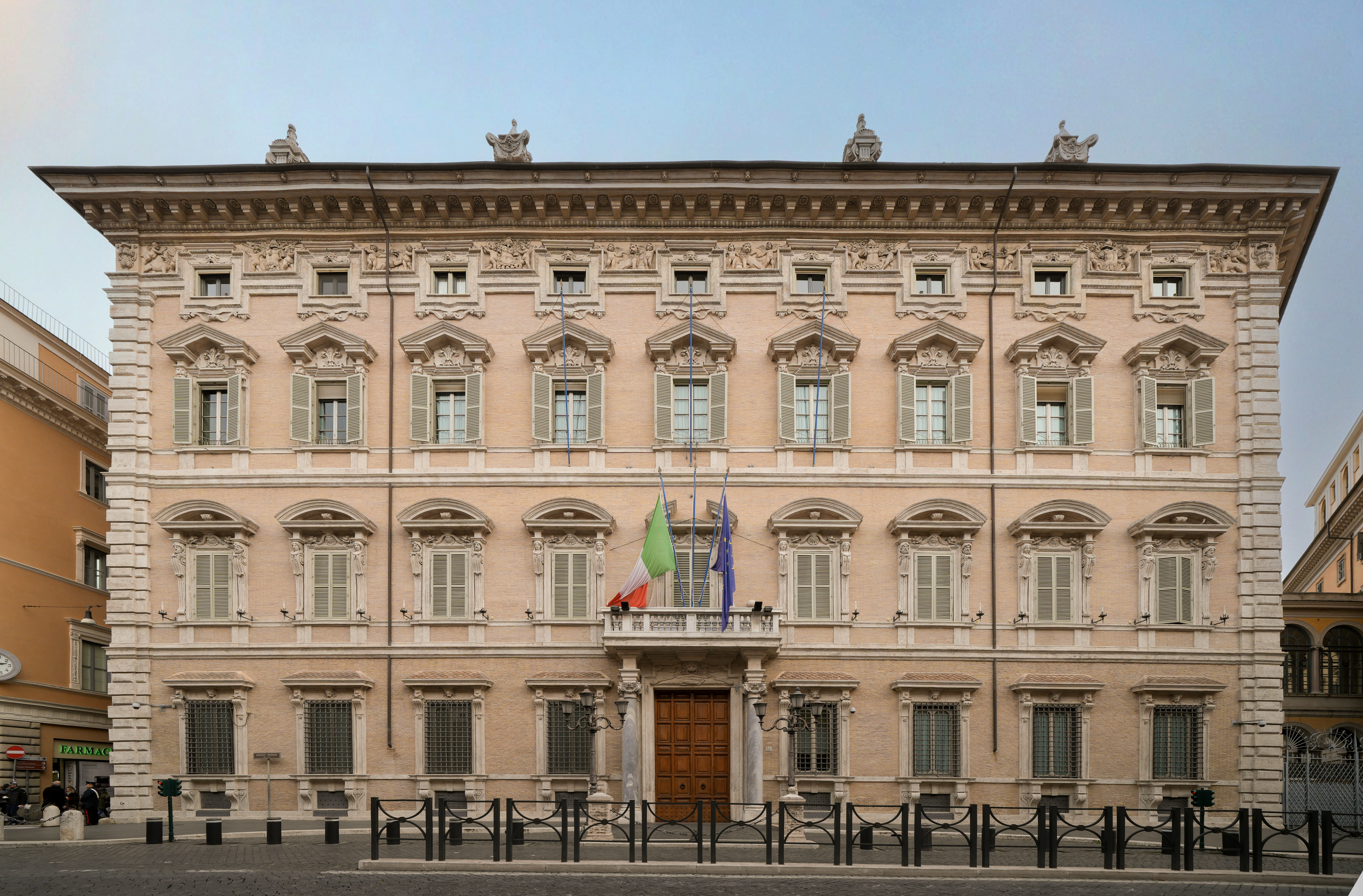
Le palais Madame, siège du Sénat.

Le Sénat de la République est composé de 200 sénateurs élus pour cinq ans, dont :
- 74 sont élus à la majorité relative dans autant de circonscriptions uninominales ;
- 122 sont élus à la représentation proportionnelle dans des circonscriptions plurinominales régionales avec un seuil électoral de 20 % au niveau régional et 3 % au niveau national ;
- 4 sont élus par les Italiens de l'étranger dans des circonscriptions plurinominales ;
- à ces 200 sénateurs élus au scrutin direct s'ajoutent un petit nombre variable de sénateurs à vie, composé des anciens présidents de la République et de cinq autres personnalités nommées à vie pour leurs mérites par le président de la République.

### Résumé graphique
| Chambre des députés                                                  | Chambre des députés                                                  | Chambre des députés                                                  | Chambre des députés                                                  | Sénat de la République                              | Sénat de la République                              | Sénat de la République                              |
| Mode d'élection de la Chambre des députés avec la loi Rosatellum bis | Mode d'élection de la Chambre des députés avec la loi Rosatellum bis | Mode d'élection de la Chambre des députés avec la loi Rosatellum bis | Mode d'élection de la Chambre des députés avec la loi Rosatellum bis | Mode d'élection du Sénat avec la loi Rosatellum bis | Mode d'élection du Sénat avec la loi Rosatellum bis | Mode d'élection du Sénat avec la loi Rosatellum bis |
| Méthode                                                              | Méthode                                                              | Sièges                                                               | %                                                                    | Méthode                                             | Sièges                                              | %                                                   |
|                                                                      | Uninominal                                                           | 147                                                                  | 37 %                                                                 | Uninominal                                          | 74                                                  | 37 %                                                |
|                                                                      | Proportionnelle                                                      | 245                                                                  | 61 %                                                                 | Proportionnelle                                     | 122                                                 | 61 %                                                |
|                                                                      | Résidents à l'étranger                                               | 8                                                                    | 2 %                                                                  | Résidents à l'étranger                              | 4                                                   | 2 %                                                 |

### Fin des différences entre Chambre et Sénat
Pour la première fois lors de ces élections, le système utilisé est presque exactement le même pour la chambre haute que pour la chambre basse, hormis que le nombre total de sénateurs est de 200 contre le double de députés à la chambre basse.
Jusqu'en 2021, les sénateurs devaient également être âgés d'au moins quarante ans pour être candidats, contre 25 ans minimum pour les députés. De même, l'âge auquel les citoyens pouvaient participer aux élections des deux chambres n'étaient pas le même. Si l'ensemble des inscrits âgés de plus de 18 ans pouvaient voter pour les élections de la Chambre des députés, seuls ceux de plus de 25 ans le pouvaient pour les sénatoriales,. Ces différences d'âges sont supprimées par un amendement constitutionnel dont le projet, lancé en 2019, est finalement mené à bien à l'été 2021.
Il résultait du système précédent des répartitions des sièges légèrement différentes, bien que longtemps sensiblement similaires, les élections des deux chambres ayant lieu simultanément. À partir de 1994, cette différence d'électorat mène cependant à quatre reprises à des majorités différentes dans l'une des deux chambres, une situation particulièrement instable dans un pays pratiquant le bicaméralisme parfait. Le gouvernement Berlusconi dispose ainsi en 1994 d'une majorité à la Chambre, mais pas au Sénat. Deux ans plus tard, le Gouvernement Prodi dispose quant à lui d'une majorité au Sénat et non à la Chambre, une situation qui s'inverse en 2006. Pier Luigi Bersani ne dispose à son tour d'une majorité qu'à la chambre basse en 2013, bien que cette situation soit cette fois-ci le résultat d'une loi électorale différente, de courte durée, dite Porcellum, la loi Rosatellum bis en vigueur rétablissant peu après le système électoral unique.
Ces résultats divergents amènent les parlementaires à décider en 2019 de permettre aux électeurs de plus de 18 ans de participer également aux élections sénatoriales. Le projet, qui porte sur l'article 58 de la Constitution, est approuvé en commission des affaires constitutionnelles à l'unanimité des groupes parlementaires le 28 juin 2019, avant un examen au Sénat à partir du 22 juillet. À l'initiative du Parti démocrate, alors dans l'opposition, un second article est ajouté à l'amendement, abaissant l'âge minimum pour les candidats aux sénatoriales de quarante à vingt-cinq ans, soit le même que pour les législatives,.
L'amendement est voté en première lecture à la Chambre, le 31 juillet 2019, par 487 voix pour, cinq contre et sept abstentions. Le vote en seconde lecture à la Chambre intervient finalement le 9 juin 2021, et voit le projet approuvé par 405 voix pour, 5 contre et 6 abstentions. Le second vote au Sénat qui intervient quant à lui le 9 juillet 2021, voit un résultat également positif avec 178 voix pour, 15 contre et 30 abstentions,,. La révision constitutionnelle entre en vigueur le 4 novembre 2021,,.

## Forces en présence
Ce tableau présente les partis et listes se présentant aux urnes ayant déjà été représentés au sein de l'une des deux chambres du Parlement lors de la législature précédente : 
| Coalition | Coalition                            | Parti                                | Parti | Idéologie | Chef-de-file       |
| --------- | ------------------------------------ | ------------------------------------ | --- | --- | ------------------ |
|           | Coalition de centre droit (CDX)      |                                      | Frères d'Italie (FdI) | Extrême droite National-conservatisme, populisme de droite, anti-immigration, opposition aux mesures sanitaires, euroscepticisme | Giorgia Meloni     |
|           | Coalition de centre droit (CDX)      | Ligue (Lega)                         | Extrême droite Populisme de droite, national-conservatisme, nationalisme économique, régionalisme, anti-immigration, euroscepticisme | Matteo Salvini |                    |
|           | Coalition de centre droit (CDX)      | Forza Italia (FI)                    | Centre droit Libéral-conservatisme, libéralisme, démocratie chrétienne                                                               | Silvio Berlusconi |                    |
|           | Coalition de centre droit (CDX)      | Nous, modérés (NM),                  | Centre droit Libéral-conservatisme                                                                                                   | Maurizio Lupi |                    |
|           | Coalition de centre gauche (CSX)     |                                      | Parti démocrate-IDP (PD) | Centre gauche Social-démocratie, progressisme, gauche chrétienne                                                                 | Enrico Letta       |
|           | Coalition de centre gauche (CSX)     | Plus d’Europe (+Eu)                  | Centre Social-libéralisme, européisme                                                                                                | Emma Bonino |                    |
|           | Coalition de centre gauche (CSX)     | Engagement civique (IC)              | Centre Centrisme, catholicisme social, écologie politique                                                                            | Luigi Di Maio |                    |
|           | Coalition de centre gauche (CSX)     | Alliance verts et gauche (AVS)       | Gauche Écosocialisme, écologisme, socialisme démocratique                                                                            | Angelo Bonelli |                    |
|           | Mouvement 5 étoiles (M5S)            | Mouvement 5 étoiles (M5S)            | Mouvement 5 étoiles (M5S) | Attrape-tout Anti-corruption, populisme, écologisme, justice sociale, euroscepticisme                                            | Giuseppe Conte     |
|           | Action-Italia Viva (Az-IV),          | Action-Italia Viva (Az-IV),          | Action-Italia Viva (Az-IV), | Centre Libéralisme, social-libéralisme, troisième voie, centrisme, européisme                                                    | Carlo Calenda      |
|           | Italexit (IE)                        | Italexit (IE)                        | Italexit (IE) | Attrape-tout Euroscepticisme, opposition aux mesures sanitaires, populisme, dirigisme, protectionnisme, antimondialisation       | Gianluigi Paragone |
|           | Union populaire (UP)                 | Union populaire (UP)                 | Union populaire (UP) | Gauche radicale à gauche Populisme de gauche, localisme, anticapitalisme, communisme, écosocialisme, euroscepticisme             | Luigi de Magistris |
|           | Italie souveraine et populaire (ISP) | Italie souveraine et populaire (ISP) | Italie souveraine et populaire (ISP)                                                                                                 | Attrape-tout Populisme, euroscepticisme, antimondialisation, communisme, opposition aux mesures sanitaires                       | Marco Rizzo        |
|           | Nous, de Centre-Européistes (nDC-Eu) | Nous, de Centre-Européistes (nDC-Eu) | Nous, de Centre-Européistes (nDC-Eu)                                                                                                 | Centre Libéralisme, démocratie chrétienne, européisme                                                                            | Clemente Mastella  |
|           | Parti communiste italien (PCI)       | Parti communiste italien (PCI)       | Parti communiste italien (PCI) | Extrême gauche Communisme, marxisme-léninisme, euroscepticisme, internationalisme, anticapitalisme, antifascisme                 | Mauro Alboresi     |

### Trentin-Haut-Adige
Le SVP (basé à Bolzano) et le PATT (établi à Trente) se présentent en alliance au sein d'une liste unique dans la région autonome bilingue. Alliée au Centre-gauche lors de la dernière élection, l'alliance fait, cette fois, cavalier seul.
Le parti de droite Die Freiheitlichen présente aussi une liste au Sénat dans cette région.

### Vallée d'Aoste
En Vallée d'Aoste, le M5S se présente aux urnes au sein d'une liste unique d'alliance avec l'Aire démocrate-Gauche autonomiste et la faction locale de la SI ; cette dernière se positionne dès lors en dehors de la coalition de centre gauche et de l'alliance nationale entre EV et la SI, qui y présente également une liste.
Renaissance valdôtaine, le parti de Vittorio Sgarbi, présente également une liste, tout comme Pour l'Autonomie, liste dirigée par l'ancien président régional Augusto Rollandin.
La coalition de centre droit dépose également une liste unitaire.

### CirconscriptionÉtranger
Au sein de la circonscription des Italiens de l'étranger, élisant huit députés et quatre sénateurs, la coalition de centre droit se présente au sein d'une liste unitaire dénommée Salvini-Berlusconi-Meloni.
S'y présentent également aux électeurs les deux partis représentant traditionnellement les émigrés italiens d'Amérique, le MAIE pour l'Amérique du Nord, Centrale et Sud, présidé par Ricardo Merlo et l'USEI d'Eugenio Sangregorio, seulement pour l'Amérique du Sud. S'ajoute aussi, le parti Italie méridional de Vincenzo Castellano, présent également en Amérique du Sud.
Le Mouvement des libertés de Massimo Romagnoli, présent lors de la dernière élection, brigue les suffrages encore pour cette élection afin de représenter les émigrés italiens vivant en Europe.

### Autres listes mineures
- Alternative pour l'Italie, menée par Mario Adinolfi, président du parti conservateur Le Peuple de la Famille
- Droites unies-Italie royale, menée par Massimiliano Panero
- Free, menée par Mauro Lusetti
- Force du peuple, menée par Lillo Massimiliano Musso
- Parti animaliste - UCDL-10 fois mieux, menée par Cristiano Ceriello
- Parti communiste des travailleurs, menée par Marco Ferrando
- Parti de la folie créative, menée par Giuseppe Cirillo
- Le Sud appelle le Nord, menée par Cateno De Luca, qui brigue aussi les suffrages pour l'élection régionale sicilienne
- Vita, menée par Sara Cunial

## Sondages

La couleur de chaque ligne correspond à un parti politique :

- Frères d'Italie (FdI)
- Parti démocrate (PD)
- Mouvement 5 étoiles (M5S)
- Ligue du Nord (LN)
- Forza Italia (FI)
- Troisième pôle (Az-IV)
- Alliance verts et gauche (AVS)
- Italexit (IE)
- +Europa (+Eu)
- Engagement civique (IC)
- Nous, modérés (NM)
- Union populaire (UP)

## Campagne
La campagne est précédée par le meurtre d'Alika Ogorchukwu, un migrant nigérian tué à mains nues et à coups de béquilles dans une rue à Civitanova Marche, dans les Marches. Le meurtrier, un Italien de 32 ans, a expliqué avoir agi car Ogorchukwu aurait attrapé sa petite amie par le bras afin qu'elle lui fasse l'aumône. Filmé par des passants, le meurtre fait la une des journaux italiens à partir du 29 juillet. La classe politique exprime son indignation à la suite du meurtre, mais la gauche et la droite s'accusent mutuellement : les partis progressistes accusent la droite de diffuser de la propagande raciste, tandis que les partis de droite accusent la gauche de récupérer le meurtre.
La campagne n'a duré que quelques semaines et n'a suscité qu'un faible intérêt des Italiens. Le thème principal de la campagne a été la vie chère et l’inflation.
Le 4 septembre, Matteo Salvini crée la polémique en s'interrogeant sur l'efficacité des sanctions contre la Russie à la suite de son invasion de l'Ukraine. Il est par la suite accusé par Enrico Letta, président du Parti démocrate, de relayer la propagande russe.
Les questions environnementales occupent une place marginale dans les débats et les programmes des principales formations politiques. Une étude de l’Observatoire de Pavie - un centre de recherche spécialisé dans la communication - portant sur la période du 21 août au 4 septembre montre que moins de 0,5 % des interventions des principaux candidats dans les médias portent sur la crise climatique. Les programmes des différents partis ou coalitions sont aussi généralement peu détaillés en matière d'écologie.

### Programmes des partis

#### Coalition de centre droit
La coalition de centre droit comprend en particulier les Frères d'Italie de Giorgia Meloni, la Ligue du Nord de Matteo Salvini et Forza Italia de Silvio Berlusconi, ainsi que de petites formations. Elle adopte un programme promettant des baisses d'impôts, la « défense de la patrie », une réforme de l'UE et le soutien à l'OTAN et à l'Ukraine contre la Russie. Les partis la composant, dont certains étaient auparavant eurosceptiques, promettent une « adhésion totale au processus d'intégration européenne », mais souhaitent une « révision » des règles de l'UE en matière de dépenses publiques et de gouvernance économique. Le programme insiste par ailleurs sur la défense et la promotion « des racines historiques et culturelles classiques et judéo-chrétiennes de l'Europe et de son identité », l’arrêt de l’immigration en ouvrant des centres de traitement des demandes d'asile en dehors de l'UE, l’augmentation du taux de natalité via une protection de l'emploi pour les jeunes mères et une réforme judiciaire pour « mettre fin aux procès médiatiques », visant principalement à protéger Silvio Berlusconi.
Sur les questions économiques, elle défend une orientation libérale, Giorgia Meloni affirmant que « dix ans de gouvernements de gauche ont rendu la vie impossible aux entrepreneurs ! ». La droite veut supprimer le « revenu de citoyenneté » – comparable au RSA en France –, lancé sous l’impulsion du Mouvement 5 étoiles en 2019 face à l'absence d'un réel système d’assurance-chômage et promet une politique fiscale favorable aux patrimoines et aux hauts revenus, avec l'instauration d’un impôt sur le revenu à taux unique en rejetant l'idée d'un impôt sur la fortune.
Giorgia Meloni est perçue comme la favorite des milieux d'affaires.

#### Parti démocrate
En difficulté dans les sondages, le Parti démocrate (PD) se repositionne plus à gauche après avoir conduit des réformes néolibérales au pouvoir. Il promet de maintenir le revenu de citoyenneté et d'établir un salaire minimum national, jusqu'ici inexistant. Prenant ses distances avec la politique de libéralisation du marché du travail de Matteo Renzi, dont le Jobs Act de 2016, le PD souhaite désormais favoriser l'emploi en CDI, tout en proposant une absence de cotisations pour les emplois à temps indéterminé des moins de 35 ans. Il propose d'autoriser le mariage pour les personnes de même sexe et la possibilité pour les enfants ayant fait leur scolarité en Italie d'acquérir la nationalité italienne. Sur le plan de la politique internationale, il défend fermement la présence de l'Italie dans l'UE et l'OTAN. Le PD mène une coalition comprenant plusieurs petits partis comme les centristes +Europa d'Emma Bonino et Engagement civique de Luigi Di Maio, et l'alliance entre la Gauche italienne (Sinistra Italiana, SI) et les Verts, bien plus à gauche, et qui avait refusé de soutenir le gouvernement Draghi. Enrico Letta, le chef du PD, a aussi proposé à la coalition libérale Action de Carlo Calenda de les rejoindre, ce que celle-ci a refusé,.

#### Mouvement 5 étoiles
Ayant perdu son image de parti contestataire en raison principalement de son soutien à Mario Draghi, le Mouvement 5 étoiles (M5S) est en forte baisse dans les sondages. Son nouveau dirigeant, l’ex-premier ministre Giuseppe Conte, cherche désormais à concurrencer le Parti démocrate sur sa gauche. Le M5S défend ainsi la création d'un salaire minimum, la lutte contre la précarité, la baisse du temps de travail et des investissements publics. Un des points principaux dans sa campagne a été la défense du « revenu citoyen » dont il est à l’origine.

#### Union populaire
À gauche, l'Union populaire (UP), emmenée par l'ancien maire de Naples Luigi de Magistris, comprend notamment le Parti de la refondation communiste, Pouvoir au peuple, et d'anciens membres du Mouvement 5 étoiles opposés au gouvernement de Mario Draghi. L'UP dit vouloir mener une politique pacifiste, refusant l'envoi d'armes en Ukraine et l'engagement de l'Italie au sein de l'OTAN, et en faveur de l'écologie : « Nous devons soustraire les biens communs à ceux qui les exploitent pour faire du profit privé. L'énergie, l'eau, les forêts, les mers sont une extraordinaire richesse de notre pays ; c'est un patrimoine énorme qui doit être et rester public ». Le programme défend une politique de lutte contre les inégalités, avec l'instauration d'un salaire minimum de 1 600 euros par mois, l'indexation des salaires et des pensions sur l'inflation, la construction de logements sociaux, des nationalisations et l'abolition du Jobs Act de 2016,. La liste n'obtient que de faibles intentions de vote, notamment dues à la marginalisation des idées de gauche dans les médias italiens.

## Résultats

### Participation
| Taux de participation | En 2018 | En 2022 | Différence |
| --------------------- | ------- | ------- | ---------- |
| à 12 heures           | 19,43 % | 19,21 % | 0,22       |
| à 19 heures           | 58,40 % | 51,16 % | 7,24       |
| à 23 heures           | 72,94 % | 63,91 % | 9,03       |

### À la Chambre des députés

#### Résultats globaux
|                        |                                                       |                                                       |                                                       |                  |                  |                  |                  |                 |                 |                 |                 |                        |                        |                        |              |               |  |
| Coalition              | Coalition                                             | Parti                                                 | Parti                                                 | Circonscriptions | Circonscriptions | Circonscriptions | Circonscriptions | Proportionnelle | Proportionnelle | Proportionnelle | Proportionnelle | Italiens de l'étranger | Italiens de l'étranger | Italiens de l'étranger | Total sièges | +/-           |  |
| Coalition              | Coalition                                             | Parti                                                 | Parti                                                 | Voix             | %                | S                | +/-              | Voix            | %               | +/-             | S               | Voix                   | %                      | S                      | Total sièges | +/-           |  |
|                        | Coalition de centre droit (CDX)                       |                                                       | Frères d'Italie (FdI)                                 | 12 321 030       | 43,77            | 49               | 36               | 7 301 303       | 25,98           | 21,63           | 69              | 282 636                | 26,04                  | 1                      | 119          | 87            |  |
|                        | Coalition de centre droit (CDX)                       | Ligue (Lega)                                          | 42                                                    | 12 321 030       | 43,77            | 8                | 2 470 318        | 8,79            | 8,56            | 23              | 1               | 282 636                | 26,04                  | 66                     | 59           |               |  |
|                        | Coalition de centre droit (CDX)                       | Forza Italia (FI)                                     | 23                                                    | 12 321 030       | 43,77            | 21               | 2 279 266        | 8,11            | 5,89            | 22              | 0               | 282 636                | 26,04                  | 45                     | 59           |               |  |
|                        | Coalition de centre droit (CDX)                       | Nous, modérés (NM)                                    | 7                                                     | 12 321 030       | 43,77            | 3                | 254 127          | 0,90            | 0,40            | 0               | 0               | 282 636                | 26,04                  | 7                      | 3            |               |  |
| Total                  | Total                                                 | 121                                                   | 10                                                    | 12 321 030       | 43,77            | 12 305 014       | 43,79            | 6,79            | 114             | 2               | 237             | 282 636                | 26,04                  | 28                     |              |               |  |
|                        | Coalition de centre gauche (CSX)                      |                                                       | Parti démocrate-IDP (PD)                              | 7 340 096        | 26,07            | 8                | 13               | 5 348 676       | 19,04           | 0,28            | 57              | 306 105                | 28,20                  | 4                      | 69           | 43            |  |
|                        | Coalition de centre gauche (CSX)                      | Alliance verts et gauche (AVS)                        | 1                                                     | 7 340 096        | 26,07            | 1                | 1 021 808        | 3,64            | Nv.             | 11              | 52 962          | 4,88                   | 0                      | 12                     | 12           |               |  |
|                        | Coalition de centre gauche (CSX)                      | Plus d’Europe (+Eu)                                   | 2                                                     | 7 340 096        | 26,07            | en stagnation    | 796 057          | 2,83            | 0,27            | 0               | 29 947          | 2,76                   | 0                      | 2                      | 1            |               |  |
|                        | Coalition de centre gauche (CSX)                      | Engagement civique (IC)                               | 1                                                     | 7 340 096        | 26,07            | 1                | 173 555          | 0,62            | Nv.             | 0               | 11 608          | 1,07                   | 0                      | 1                      | 1            |               |  |
|                        | Coalition de centre gauche (CSX)                      | Vallée d'Aoste (VdA)                                  | 20 763                                                | 0,07             | 1                | 1                |                  |                 |                 |                 |                 |                        |                        | 1                      | 1            |               |  |
| Total                  | Total                                                 | 7 360 859                                             | 26,14                                                 | 13               | 15               | 7 340 096        | 26,12            | 3,26            | 68              | 400 622         | 36,90           | 4                      | 85                     | 37                     |              |               |  |
|                        | Mouvement 5 étoiles (M5S)                             | Mouvement 5 étoiles (M5S)                             | Mouvement 5 étoiles (M5S)                             | 4 335 494        | 15,40            | 10               | 83               | 4 335 494       | 15,43           | 17,25           | 41              | 93 218                 | 8,59                   | 1                      | 52           | 175           |  |
|                        | Troisième pôle (Az-IV)                                | Troisième pôle (Az-IV)                                | Troisième pôle (Az-IV)                                | 2 186 505        | 7,77             | 0                | en stagnation    | 2 186 505       | 7,78            | Nv.             | 21              | 60 456                 | 5,57                   | 0                      | 21           | 21            |  |
|                        | Italexit (IE)                                         | Italexit (IE)                                         | Italexit (IE)                                         | 534 950          | 1,90             | 0                | en stagnation    | 534 950         | 1,90            | Nv.             | 0               |                        |                        |                        | 0            | en stagnation |  |
|                        | Union populaire (UP)                                  | Union populaire (UP)                                  | Union populaire (UP)                                  | 409 547          | 1,45             | 0                | en stagnation    | 403 149         | 1,43            | 0,29            | 0               | 0                      | en stagnation          |                        |              |               |  |
|                        | Italie souveraine et populaire (ISP)                  | Italie souveraine et populaire (ISP)                  | Italie souveraine et populaire (ISP)                  | 351 133          | 1,25             | 0                | en stagnation    | 348 831         | 1,24            | Nv.             | 0               | 0                      | en stagnation          |                        |              |               |  |
|                        | Le Sud appelle le Nord                                | Le Sud appelle le Nord                                | Le Sud appelle le Nord                                | 212 954          | 0,76             | 1                | 1                | 212 954         | 0,76            | Nv.             | 0               | 1                      | 1                      |                        |              |               |  |
|                        | Vita                                                  | Vita                                                  | Vita                                                  | 201 737          | 0,72             | 0                | en stagnation    | 201 737         | 0,72            | Nv.             | 0               | 0                      | en stagnation          |                        |              |               |  |
|                        | Liste commune SVP-PATT                                | Liste commune SVP-PATT                                | Liste commune SVP-PATT                                | 117 032          | 0,42             | 2                | en stagnation    | 117 032         | 0,42            | 0,01            | 1               | 3                      | 1                      |                        |              |               |  |
|                        | Mouvement associatif des Italiens à l'étranger (MAIE) | Mouvement associatif des Italiens à l'étranger (MAIE) | Mouvement associatif des Italiens à l'étranger (MAIE) |                  |                  |                  |                  |                 |                 |                 |                 | 141 440                | 13,03                  | 1                      | 1            | en stagnation |  |
|                        | Union sud-américaine des émigrés italiens (USEI)      | Union sud-américaine des émigrés italiens (USEI)      | Union sud-américaine des émigrés italiens (USEI)      | 73 389           | 6,76             | 0                | 0                | 1               |                 |                 |                 |                        |                        |                        |              |               |  |
|                        | Nous, de Centre-Européistes (nDC-Eu)                  | Nous, de Centre-Européistes (nDC-Eu)                  | Nous, de Centre-Européistes (nDC-Eu)                  | 46 230           | 0,16             | 0                | en stagnation    | 46 230          | 0,16            | Nv.             | 0               |                        |                        |                        | 0            | en stagnation |  |
|                        | Parti communiste italien (PCI)                        | Parti communiste italien (PCI)                        | Parti communiste italien (PCI)                        | 25 600           | 0,09             | 0                | en stagnation    | 24 549          | 0,09            | -               | 0               | 0                      | en stagnation          |                        |              |               |  |
|                        | Autres partis                                         | Autres partis                                         | Autres partis                                         | 53 894           | 0,19             | 0                | -                | 41 655          | 0,15            | -               | 0               | 33 790                 | 3,11                   | 0                      | 0            | -             |  |
|                        |                                                       |                                                       |                                                       |                  |                  |                  |                  |                 |                 |                 |                 |                        |                        |                        |              |               |  |
| Suffrages exprimés     | Suffrages exprimés                                    | Suffrages exprimés                                    | Suffrages exprimés                                    | 28 151 942       | 95,61            |                  |                  | 28 098 196      | 95,62           |                 |                 | 1 085 552              | 86,81                  |                        |              |               |  |
| Votes blancs           | Votes blancs                                          | Votes blancs                                          | Votes blancs                                          | 495 511          | 1,68             | 493 282          | 1,68             | 20 106          | 1,61            |                 |                 |                        |                        |                        |              |               |  |
| Votes nuls             | Votes nuls                                            | Votes nuls                                            | Votes nuls                                            | 797 148          | 2,71             | 793 633          | 2,70             | 144 823         | 11,58           |                 |                 |                        |                        |                        |              |               |  |
| Total                  | Total                                                 | Total                                                 | Total                                                 | 29 444 601       | 100              | 147              | 85               | 29 385 111      | 100             | -               | 245             | 1 250 481              | 100                    | 8                      | 400          | 230           |  |
| Abstention             | Abstention                                            | Abstention                                            | Abstention                                            | 16 675 542       | 36,16            |                  |                  | 16 636 845      | 36,15           |                 |                 | 3 493 499              | 73,64                  |                        |              |               |  |
| Inscrits/Participation | Inscrits/Participation                                | Inscrits/Participation                                | Inscrits/Participation                                | 46 120 143       | 63,84            | 46 021 956       | 63,85            | 4 743 980       | 26,36           |                 |                 |                        |                        |                        |              |               |  |

### Au Sénat de la République

#### Résultats globaux
|                        |                                                       |                                                       |                                                       |                  |                  |                  |                  |                 |                 |                 |                 |               |               |          |               |               |  |
| Coalition              | Coalition                                             | Parti                                                 | Parti                                                 | Circonscriptions | Circonscriptions | Circonscriptions | Circonscriptions | Proportionnelle | Proportionnelle | Proportionnelle | Proportionnelle | Diaspora      | Diaspora      | Diaspora | Total sièges  | +/-           |  |
| Coalition              | Coalition                                             | Parti                                                 | Parti                                                 | Voix             | %                | S                | +/-              | Voix            | %               | +/-             | S               | Voix          | %             | S        | Total sièges  | +/-           |  |
|                        | Coalition de centre-droit (CDX)                       |                                                       | Frères d'Italie (FdI)                                 | 12 291 270       | 43,70            | 31               | 20               | 7 168 875       | 26,00           | 21,74           | 34              | 295 467       | 27,10         | 0        | 65            | 47            |  |
|                        | Coalition de centre-droit (CDX)                       | Ligue (Lega)                                          | 17                                                    | 12 291 270       | 43,70            | 5                | 2 437 406        | 8,84            | 8,78            | 13              | 0               | 295 467       | 27,10         | 30       | 29            |               |  |
|                        | Coalition de centre-droit (CDX)                       | Forza Italia (FI)                                     | 9                                                     | 12 291 270       | 43,70            | 13               | 2 281 258        | 8,27            | 6,16            | 9               | 0               | 295 467       | 27,10         | 18       | 39            |               |  |
|                        | Coalition de centre-droit (CDX)                       | Nous, modérés (NM)                                    | 2                                                     | 12 291 270       | 43,70            | 2                | 248 308          | 0,90            | 0,30            | 0               | 0               | 295 467       | 27,10         | 2        | 2             |               |  |
| Total                  | Total                                                 | 59                                                    | en stagnation                                         | 12 291 270       | 43,70            | 12 135 847       | 44,02            | 6,52            | 56              | 0               | 115             | 295 467       | 27,10         | 23       |               |               |  |
|                        | Coalition de centre-gauche (CSX)                      |                                                       | Parti démocrate-IDP (PD)                              | 7 203 576        | 25,61            | 4                | 3                | 5 220 256       | 18,93           | 0,21            | 31              | 370 549       | 33,99         | 3        | 38            | 14            |  |
|                        | Coalition de centre-gauche (CSX)                      | Alliance verts et gauche (AVS)                        | 1                                                     | 7 203 576        | 25,61            | 1                | 972 780          | 3,53            | Nv.             | 3               |                 |               |               | 4        | 4             |               |  |
|                        | Coalition de centre-gauche (CSX)                      | Plus d’Europe (+Eu)                                   | 0                                                     | 7 203 576        | 25,61            | 1                | 810 441          | 2,94            | 0,57            | 0               | 0               | 1             |               |          |               |               |  |
|                        | Coalition de centre-gauche (CSX)                      | Engagement civique (IC)                               | 0                                                     | 7 203 576        | 25,61            | en stagnation    | 161 773          | 0,56            | Nv.             | 0               | 14 610          | 1,34          | 0             | 0        | en stagnation |               |  |
|                        | Coalition de centre-gauche (CSX)                      | Vallée d'Aoste (VdA)                                  | 18 282                                                | 0,06             | 0                | 1                |                  |                 |                 |                 |                 |               |               | 0        | 1             |               |  |
|                        | Coalition de centre-gauche (CSX)                      | Alliance démocratique pour l'autonomie (ADA)          | 100 721                                               | 0,36             | 1                | Nv.              | 1                | 1               |                 |                 |                 |               |               |          |               |               |  |
|                        | Coalition de centre-gauche (CSX)                      | Démocratie, environnement et futur (DAF)              | 21 894                                                | 0,08             | 1                | Nv.              | 1                | 1               |                 |                 |                 |               |               |          |               |               |  |
| Total                  | Total                                                 | 7 344 473                                             | 26,11                                                 | 7                | 6                | 7 165 250        | 25,99            | 2,99            | 34              | 385 159         | 35,33           | 3             | 44            | 15       |               |               |  |
|                        | Mouvement 5 étoiles (M5S)                             | Mouvement 5 étoiles (M5S)                             | Mouvement 5 étoiles (M5S)                             | 4 318 549        | 15,35            | 5                | 39               | 4 290 194       | 15,56           | 16,66           | 23              | 101 925       | 9,35          | 0        | 28            | 84            |  |
|                        | Troisième pôle (Az-IV)                                | Troisième pôle (Az-IV)                                | Troisième pôle (Az-IV)                                | 2 137 806        | 7,60             | 0                | en stagnation    | 2 131 023       | 7,73            | Nv.             | 9               | 76 172        | 6,99          | 0        | 9             | 9             |  |
|                        | Italexit (IE)                                         | Italexit (IE)                                         | Italexit (IE)                                         | 515 657          | 1,83             | 0                | en stagnation    | 515 657         | 1,87            | Nv.             | 0               |               |               |          | 0             | en stagnation |  |
|                        | Union populaire (UP)                                  | Union populaire (UP)                                  | Union populaire (UP)                                  | 381 911          | 1,36             | 0                | en stagnation    | 374 247         | 1,36            | 0,30            | 0               | 0             | en stagnation |          |               |               |  |
|                        | Italie souveraine et populaire (ISP)                  | Italie souveraine et populaire (ISP)                  | Italie souveraine et populaire (ISP)                  | 326 212          | 1,16             | 0                | en stagnation    | 309 391         | 1,12            | Nv.             | 0               | 0             | en stagnation |          |               |               |  |
|                        | Le Sud appelle le Nord                                | Le Sud appelle le Nord                                | Le Sud appelle le Nord                                | 272 462          | 0,97             | 1                | 1                | 272 462         | 0,99            | Nv.             | 0               | 1             | 1             |          |               |               |  |
|                        | Liste commune SVP-PATT                                | Liste commune SVP-PATT                                | Liste commune SVP-PATT                                | 116 003          | 0,41             | 2                | en stagnation    |                 |                 |                 |                 | 2             | 1             |          |               |               |  |
|                        | Mouvement associatif des Italiens à l'étranger (MAIE) | Mouvement associatif des Italiens à l'étranger (MAIE) | Mouvement associatif des Italiens à l'étranger (MAIE) |                  |                  |                  |                  | 138 337         | 12,69           | 1               | 1               | en stagnation |               |          |               |               |  |
|                        | Union sud-américaine des émigrés italiens (USEI)      | Union sud-américaine des émigrés italiens (USEI)      | Union sud-américaine des émigrés italiens (USEI)      | 55 523           | 5,09             | 0                | 0                | 1               |                 |                 |                 |               |               |          |               |               |  |
|                        | Vita                                                  | Vita                                                  | Vita                                                  | 215 437          | 0,77             | 0                | en stagnation    | 196 644         | 0,71            | Nv.             | 0               |               |               |          | 0             | en stagnation |  |
|                        | Parti communiste italien (PCI)                        | Parti communiste italien (PCI)                        | Parti communiste italien (PCI)                        | 71 989           | 0,26             | 0                | en stagnation    | 70 938          | 0,26            | -               | 0               | 0             | en stagnation |          |               |               |  |
|                        | Nous, de Centre-Européistes (nDC-Eu)                  | Nous, de Centre-Européistes (nDC-Eu)                  | Nous, de Centre-Européistes (nDC-Eu)                  | 42 905           | 0,15             | 0                | en stagnation    | 42 905          | 0,16            | Nv.             | 0               | 0             | en stagnation |          |               |               |  |
|                        | Alternative pour l'Italie (ApI)                       | Alternative pour l'Italie (ApI)                       | Alternative pour l'Italie (ApI)                       | 40 397           | 0,14             | 0                | en stagnation    | 40 397          | 0,15            | Nv.             | 0               | 0             | en stagnation |          |               |               |  |
|                        | Autres partis                                         | Autres partis                                         | Autres partis                                         | 51 919           | 0,18             | 0                | -                | 24 720          | 0,09            | -               | 0               | 37 584        | 3,45          | 0        | 0             | -             |  |
|                        |                                                       |                                                       |                                                       |                  |                  |                  |                  |                 |                 |                 |                 |               |               |          |               |               |  |
| Suffrages exprimés     | Suffrages exprimés                                    | Suffrages exprimés                                    | Suffrages exprimés                                    | 28 126 990       | 95,52            |                  |                  | 27 569 675      | 95,56           |                 |                 | 1 090 147     | 88,35         |          |               |               |  |
| Votes blancs           | Votes blancs                                          | Votes blancs                                          | Votes blancs                                          | 539 952          | 1,83             | 497 673          | 1,72             | 23 412          | 1,90            |                 |                 |               |               |          |               |               |  |
| Votes nuls             | Votes nuls                                            | Votes nuls                                            | Votes nuls                                            | 917 517          | 3,12             | 783 492          | 2,72             | 120 269         | 9,75            |                 |                 |               |               |          |               |               |  |
| Total                  | Total                                                 | Total                                                 | Total                                                 | 29 445 909       | 100              | 74               | 42               | 28 850 840      | 100             | -               | 122             | 1 233 828     | 100           | 4        | 200           | 115           |  |
| Abstention             | Abstention                                            | Abstention                                            | Abstention                                            | 16 674 234       | 36,15            |                  |                  | 16 360 110      | 36,19           |                 |                 | 3 510 152     | 73,99         |          |               |               |  |
| Inscrits/Participation | Inscrits/Participation                                | Inscrits/Participation                                | Inscrits/Participation                                | 46 120 143       | 63,85            | 45 210 950       | 63,81            | 4 743 980       | 26,01           |                 |                 |               |               |          |               |               |  |

## Analyse et conséquences
Les résultats accordent la victoire à la coalition de centre droit, composée principalement des partis Frères d'Italie, Ligue et Forza Italia, qui remportent la majorité absolue dans les deux chambres du Parlement. La dirigeante des Frères d'Italie, Giorgia Meloni, est pressentie pour devenir la première femme présidente du Conseil des ministres. Cette dernière est qualifiée de « première (future) dirigeante d'extrême-droite en Italie après Mussolini » et son parti de « post-fasciste » par les médias internationaux,,, alors que les autres sources parlent de « parti d'extrême droite d'origine post-fasciste ».
En deuxième position, la coalition de centre gauche, menée par le Parti démocrate, se stabilise à 26 % après avoir appelé à faire barrage à l'extrême droite lors de la campagne. En troisième position avec 15 % des voix, le Mouvement 5 Étoiles perd plus de la moitié de ses électeurs par rapport à 2018. Celui-ci est suivi par la liste libérale Action/Italia Viva qui rentre au parlement avec 8 % des voix.
Après sa victoire, Giorgia Meloni s’emploie à donner des gages aux marchés financiers et à l'Union européenne. Son premier voyage à l’étranger devrait être à Londres où elle souhaite rencontrer la Première ministre britannique Liz Truss et exposer ses intentions à la City. En signe d'ouverture, Guido Crosetto, le plus proche conseiller de Giorgia Meloni, propose que le prochain budget de l'Italie, qui doit être soumis à la Commission européenne le 16 octobre, soit rédigé par le gouvernement de Mario Draghi, avec la collaboration des équipes de la coalition de droite. Le président du Conseil sortant, avec lequel Meloni est régulièrement en contact, lui dispense ses conseils et lui aurait fait accepter, indique le quotidien La Repubblica, un « pacte » portant sur le maintien du soutien militaire à l'Ukraine, de l'adhésion à l'OTAN et de la politique d’austérité budgétaire. Il lui suggère également de nommer son ami Fabio Panetta, actuel membre du directoire de la Banque centrale européenne, à la tête du ministère de l’Économie. Les marchés financiers ont réagi favorablement à la victoire électorale des Frères d'Italie, la Borsa Italiana ayant ouvert en hausse le lendemain.

## Formation du gouvernement

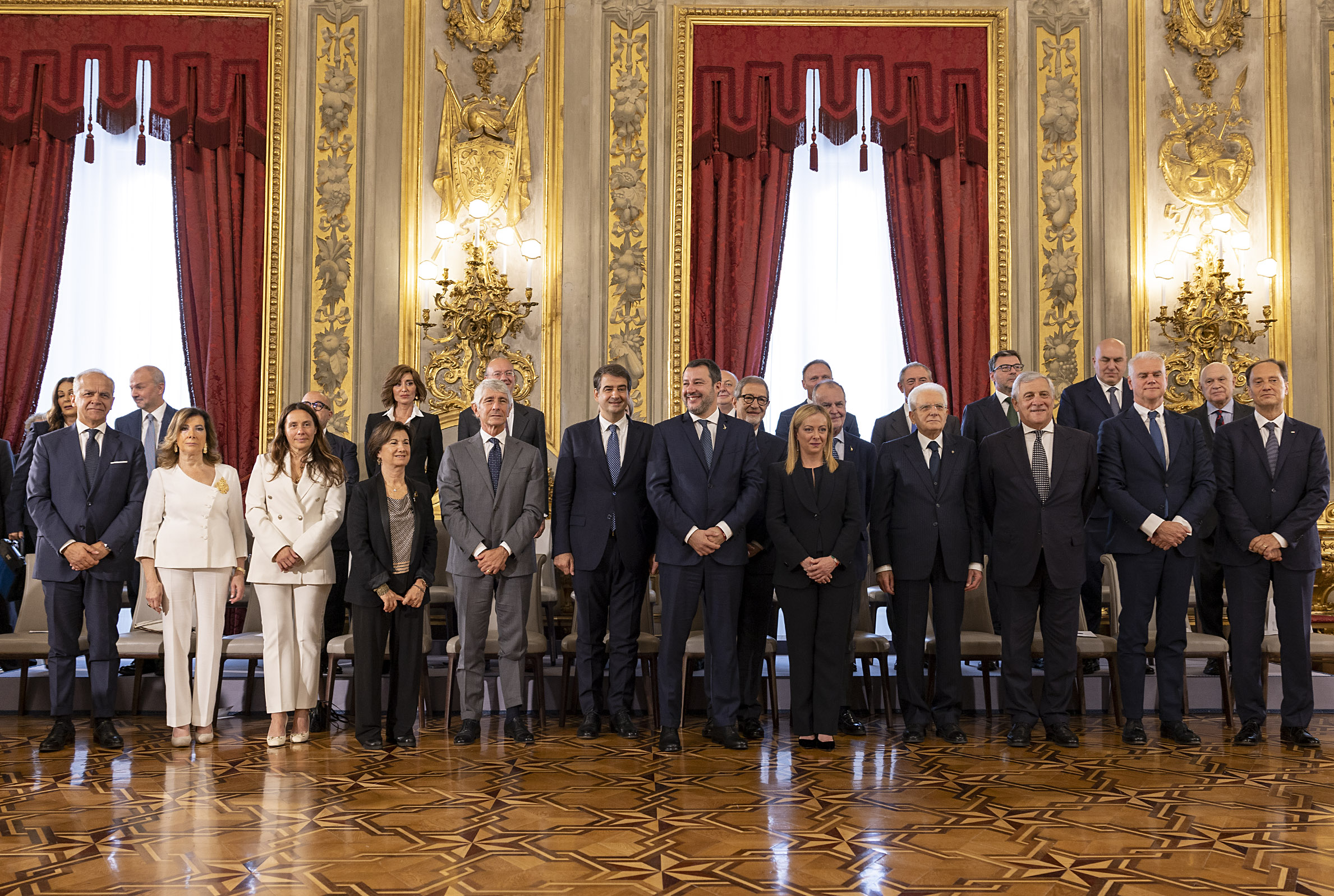
Le gouvernement Meloni aux côtés du président Sergio Mattarella au Quirinal, après son assermentation.

La formation du gouvernement est précédée d'un épisode de tension entre Meloni et Berlusconi remarqué à l'international, dans le contexte de l'Invasion de l'Ukraine par la Russie. Le 19 octobre, la fuite d'un enregistrement audio révèle que Silvio Berlusconi s'est vanté devant ses parlementaires d'avoir « renoué » avec Vladimir Poutine à l'occasion de son anniversaire, avant de se lancer dans un réquisitoire contre l'Ukraine et son président Volodymyr Zelensky, qu'il accuse d'être responsable du conflit,. Ces propos provoquent une vague d'indignation dans la presse italienne, et force la direction de Forza Italia à émettre un communiqué dans lequel le parti réaffirme sa position pro-atlantiste. L'évènement gêne particulièrement la coalition de centre droit, et conduit Giorgia Meloni à recadrer sévèrement son allié en déclarant son intention de conduire un gouvernement « résolument pro-occidental, favorable à l’Otan et prenant toute sa part au sein de l’Europe » avant de souligner que « ceux qui ne partageraient pas ce point de vue ne pourront pas faire partie du gouvernement. »,,.
Le 21 octobre 2022, Giorgia Meloni est chargée de former un gouvernement par le président de la République Sergio Mattarella. Elle annonce la composition de son futur gouvernement dans la foulée. Elle est assermentée avec l'ensemble de ses ministres, le lendemain, au palais du Quirinal, devenant la première femme à prendre la direction du gouvernement italien.